# 長崎ラジオ放送所
長崎ラジオ放送所（ながさきラジオほうそうじょ）は、長崎県長崎市にNHK長崎放送局、長崎放送がそれぞれ個別に設けている。なお、正式な送信施設名は、NHKで｢唐八景ラジオ放送所｣、NBCで｢ラジオ長崎放送所｣であるが、本項では便宜上、一括して長崎ラジオ放送所として記述する。

## 送信設備

### AMラジオ放送
| 放送局名     | 呼出符号 | 周波数  | 空中線電力 | 放送対象地域 | 放送区域 内世帯数 |
| ------------ | -------- | ------- | ---------- | ------------ | ----------------- |
| NHK 長崎第1  | JOAG     | 684kHz  | 5kW        | 長崎県       | -                 |
| NHK 長崎第2  | JOAC     | 1377kHz | 1kW        | 全国         | -                 |
| NBC 長崎放送 | JOUR     | 1233kHz | 5kW        | 長崎県       | -                 |

- 所在地（NHK）：長崎県長崎市星取2-9
- 所在地（NBC）：長崎県長崎市田上3-287-1（唐八景）